# 第29回読売新聞社杯全日本選抜競輪
第29回読売新聞社杯全日本選抜競輪は、2014年2月9日から12日まで、高松競輪場（香川県高松市）で行われた競輪のGI競走である。

## 中止・順延
大雪によるバンク凍結の影響により、2月8日(土)に開催予定だった初日の全競走が中止、翌9日に順延となった。なお、初日は2番車と3番車を全レース入れ替えて行われた。これにより、一番売上が伸びる最終日が12日（水）の平日となった（11日は建国記念の日で祝日だった）。
全日本選抜競輪の中止順延は、今回が初めて。ビッグレースの中止順延は、台風による前年2013年「第56回オールスター競輪」最終日以来。降雪によるビッグレースの中止順延は、1980年3月22日「第23回日本選手権」（GI・前橋）3日目、1986年3月23日「第39回日本選手権」（GI・平塚）3日目、2001年1月27日「第13回共同通信社杯」（GII・取手）3日目以来の、4度目。

## 決勝戦

### 競走成績
- 2月12日（水）[PR 1]
- 誘導員…池田憲昭（香川）

| 着順 | 車番 | 選手       | 登録地 | 着差     | 決まり手 | 上がり(秒) | H/B | 特記             |
| ---- | ---- | ---------- | ------ | -------- | -------- | ---------- | --- | ---------------- |
| 1    | 7    | 村上博幸   | 京都   |          | 差し     | 11.6       |     |                  |
| 2    | 4    | 松岡健介   | 兵庫   | 3車身    | 差し     | 12.0       |     |                  |
| 3    | 6    | 齋藤登志信 | 宮城   | 2車身    |          | 11.9       |     |                  |
| 4    | 8    | 山賀雅仁   | 千葉   | 1車身1/2 |          | 11.8       |     |                  |
| 5    | 9    | 脇本雄太   | 福井   | 6車身    |          | 13.1       | HB  |                  |
| 6    | 5    | 神山雄一郎 | 栃木   |          |          |            |     | 落再入           |
| 7    | 3    | 浅井康太   | 三重   |          |          |            |     | 落再入           |
| 8    | 1    | 平原康多   | 埼玉   |          |          |            |     | 落再入           |
| 失   | 2    | 新田祐大   | 福島   |          |          |            |     | 失格（押し上げ） |

### 配当金額
| 枠番二連勝複式 | 4=5   | 670円   |
| 枠番二連勝単式 | 5-4   | 1970円  |
| 車番二連勝複式 | 4=7   | 890円   |
| 車番二連勝単式 | 7-4   | 2220円  |
| 三連勝複式     | 4=6=7 | 15030円 |
| 三連勝単式     | 7-4-6 | 52850円 |
| ワイド         | 4=7   | 450円   |
| ワイド         | 6=7   | 2850円  |
| ワイド         | 4=6   | 2930円  |

### レース概略
脇本が、赤板過ぎから踏み上げて打鐘2コーナー過ぎから主導権。新田がイン粘りし、2センターで番手を奪取。一旦浮いた松岡を村上が3番手に迎え入れ、最終ホームでは一本棒に。
番手から出ていた新田と平原が4コーナーで絡み、平原、神山、浅井の3車が落車。村上が空いたインを強襲し、4年ぶりのGI制覇を果たした。
2位入線の新田は、平原を押し上げたことで失格となった。それにより、落車を避けた松岡が2着に、齋藤が3着に繰り上がった。

## 実況アナウンサー
高松競輪場では実況アナウンサーが固定されていないこともあり、今回のGIでは四国各地の競輪場の実況アナウンサーが交代で実況を行った。
- 初日…楠瀬淳二（高知競輪場）
- 2日目…茂村華奈（当時小松島競輪場）
- 3日目…楠瀬淳二（高知競輪場）
- 4日目（最終日）…田中克典（松山競輪場）

## その他の特記事項
- 高松でのGI開催は、坂本勉が優勝した1991年9月の第34回オールスター競輪以来23年ぶり。

- 順延に関わらず放送日の変更はなかったため、2月11日（火・祝）のテレビ中継「ブラマヨ自転車部!! 金超人&金美人☆ナマSP[PR 3][PR 4]」《日本テレビ系列全国ネット》は、決勝戦ではなく準決勝の最終12レースを扱うこととなった。その関係で、翌日行われた決勝戦はSPEEDチャンネルのみの放送になった。

- 総売上金額の目標（桜又浩・場長）は100億円で[3]、結果は98億8664万4800円だった[4]。前述のように、初日の順延により、最終日が平日になった影響もあると思われる。

### 競走データ
- 今大会も近年の流れで大ギヤの選手が多く、4.00未満のギヤでレースに臨んだのは、補充出場選手も含めて、決勝に進んだ脇本雄太（4日間通してギヤ倍数3.92）のみ[PR 5]だった。

- 決勝で落車(6着入線)した神山雄一郎は、前回大会の決勝でも5番車で落車[注 2]しており、2年連続で決勝戦の5番車で落車という結果になった。